# 青梅市立東小学校
青梅市立東小学校（おうめしりつひがししょうがっこう）は、東京都青梅市新町にある公立小学校。市内でも最も東に位置する小学校の一つ。最寄り駅はJR青梅線小作駅。2002年4月1日に創立された最も新しい小学校である。2020年現在、在校生徒数は15人であり、東京都の公立小学校としては、青ヶ島村立青ヶ島小中学校小学部と八王子市立高尾山学園小学部の7人に次いで少ない。
東京都立誠明学園内にあり、東中学校が隣接している。開校記念日は5月2日。

## 沿革
- 2002年（平成14年）
  - 4月1日 - 開校。
  - 4月8日 - 開校式と始業式挙行。
- 2003年（平成15年）
  - 3月7日 - 校旗と校歌制定。
  - 3月23日 - 第1回卒業式挙行。
  - 5月2日 - この日（5月2日）を開校記念日と制定。
- 2012年（平成24年）11月10日 - 創立10周年記念式典挙行。
- 2022年（令和4年）11月22日 - 創立20周年記念集会開催[4]。

## 学区
原則、誠明学園に在籍している児童が対象となる。そのため、在学中であっても同学園での措置解除になると、元の住所地の学区の学校へ転学することになる。これは東中学校についても同様である。

## 周辺施設
- オザム 青梅末広店
- オフハウス 青梅新町店
- 西東京工業団地
- 新町南公園